# 그레이트우즈강

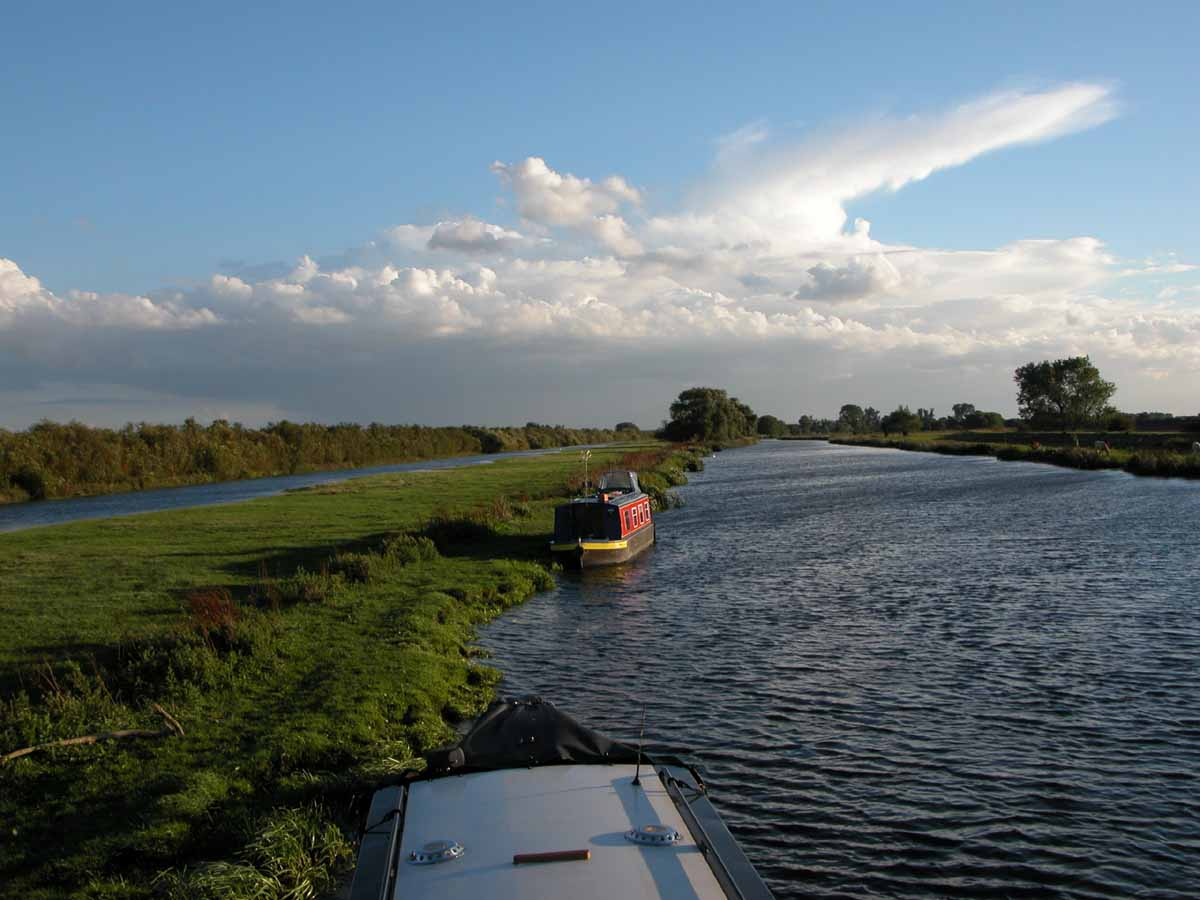

그레이트우즈강(영어: River Great Ouse)은 영국 잉글랜드의 강이다. 길이 230 km로 영국에서 네 번째로 긴 강이다.